# Johann Heinrich Hartmann (Schreiner)
Johann Heinrich Hartmann (* 1. März 1828; † 1908) war ein Schweizer Schreiner.

## Leben und Werk
Johann Heinrich Hartmann wuchs in Basel auf und absolvierte eine Schreinerlehre. Seine Gesellenzeit verbrachte er unter anderem in Paris. 1854 gründete er in Basel eine Möbelfirma, die ein Jahr nach seinem Tod wieder geschlossen wurde. Er war 1887/88 der erste Präsident des Verbandes Schweizerischer Schreinermeister und Möbelfabrikanten (VSSM).
1878–1882 schuf er eine Nachbildung des Ratstisches von Johann Christian Frisch, die er 1883 an der Landesausstellung in Zürich zeigte. 1964 wurde der Tisch vom Kanton Basel-Stadt gekauft und steht seither im Rathaus im Vorzimmer des Regierungsratsaals. Weitere Werke von Hartmann befinden sich in Privatbesitz.